# 용해 (생물학)
용해(溶解, 영어: lysis)는 보통 바이러스, 효소 또는 삼투(즉, 분해성) 메커니즘에 의해 무결성을 손상시키는 세포막의 분해이다. 분해(分解), 용균(溶菌)이라고도 한다. 용해된 세포의 내용물을 포함하는 유체를 용해물(溶解物, 영어: lysate)이라고 한다. 분자생물학, 생화학 및 세포생물학 실험실에서 세포 배양은 단백질 정제, DNA 추출, RNA 추출 또는 세포소기관 정제와 같이 구성 성분을 정제하는 과정에서 용해될 수 있다.
많은 종의 세균들은 동물의 타액, 계란 흰자 및 기타 분비물에서 발견되는 효소인 라이소자임에 의해 용해된다. 박테리오파지에 감염되었을 때 생성되는 파지 용해 효소(리신)는 이들 바이러스가 세균의 세포를 용해시킬 수 있게 한다. 페니실린 및 관련된 β-락탐 계열 항생제는 약물로 인해 세균이 결함이 있는 세포벽을 형성하게 한 후에 일어나는 효소 매개 용해를 통해 세균을 죽인다. 세포벽이 완전히 소실되어 그람양성세균에 페니실린을 사용한 경우에 세균은 세포벽완전제거균(원형질체, 프로토플라스트)이라고 하고, 그람음성세균에 페니실린을 사용한 경우에 세균은 세포벽불완전제거균(스페로플라스트)라고 한다.

## 세포용해
세포용해는 삼투압의 불균형으로 인해 물이 과도하게 세포 내로 들어와서 세포가 터질 때 일어난다.
세포용해는 일부 짚신벌레에 존재하는 수축포를 포함하여 여러 가지 다른 메커니즘에 의해 예방될 수 있으며, 이는 세포 밖으로 물을 빠르게 퍼내도록 한다. 식물 세포는 삼투압 또는 팽압에 견딜 수 있는 단단한 세포벽을 가지고 있기 때문에 정상적인 조건의 식물 세포에서는 세포용해가 일어나지 않으며, 세포벽이 존재하지 않을 경우에는 세포용해가 일어난다.

## 종양용해
종양용해는 종양세포 또는 종양의 파괴를 지칭한다.
이 용어는 부종의 감소를 나타내는 데에도 사용된다.

## 원형질분리

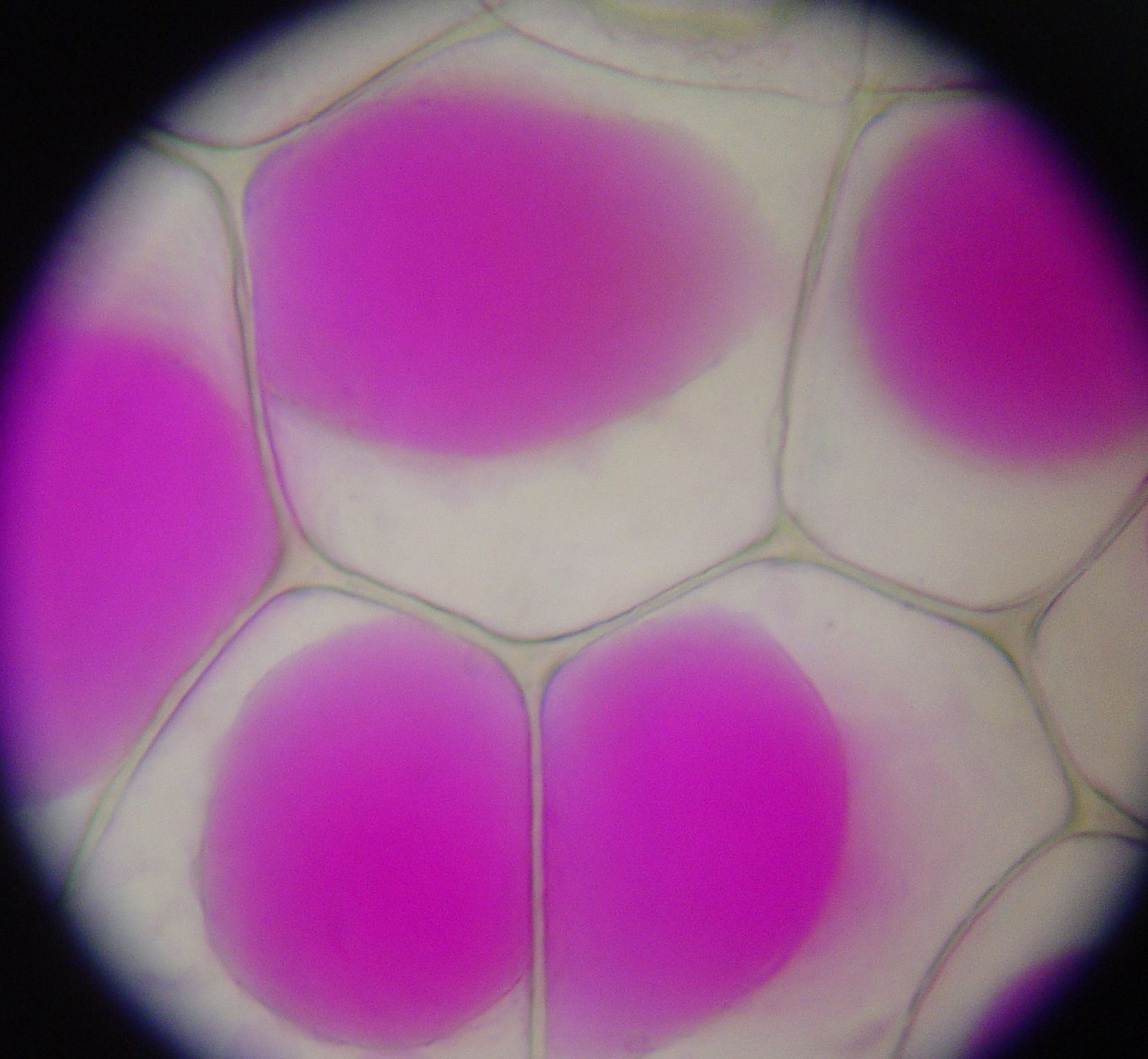
원형질분리

원형질분리는 삼투에 의한 물의 손실로 인한 식물 세포의 수축으로 인해 일어나는 현상이다. 고장액에서는 세포막이 세포벽으로부터 분리되고 액포가 붕괴된다. 삼투에 의한 물의 흐름으로 인한 세포막의 수축을 멈출 수 없다면 세포는 결국 시들고 죽게 될 것이다.

## 면역 반응
적혈구의 헤모글로빈은 병원체에 의해 용해될 때 병원체에 대한 반응으로 자유 라디칼을 방출한다. 자유 라디칼은 병원체를 손상시킬 수 있다.

## 활용
세포용해는 실험실에서 세포를 부수고 그 내용물을 정제하거나 추가로 연구하는 데 사용된다. 실험실에서 용해는 효소나 세제 또는 카오트로픽 시약의 영향을 받을 수 있다. 반복적인 동결 및 해동, 음파처리, 압력 또는 여과에 의한 세포막의 기계적 파괴를 용해라고도 한다. 많은 실험실 실험들은 용해 메커니즘의 선택에 민감하다. 보통 단백질 및 DNA와 같은 민감한 거대 분자를 변성시키거나 분해시키는 기계적 전단력을 피하는 것이 바람직하며, 다양한 유형의 세제는 다른 결과를 가져올 수 있다. 용해 직후 추가적인 추출 단계 전의 처리되지 않은 용액은 보통 조용해물(粗溶解物, 영어: crude lysate)이라고 한다.
예를 들어 용해는 특정 단백질, 지질 및 핵산의 조성을 개별적으로 또는 복합체로 분석하기 위해 웨스턴 블롯 및 서던 블롯에 사용된다. 사용된 세제에 따라 모든 또는 일부 막이 용해된다. 예를 들어 세포막만 용해되는 경우 분별 원심분리를 사용하여 특정 세포소기관을 분리할 수 있다. 용해는 단백질 정제, DNA 추출, RNA 추출에도 사용된다.

## 방법

### 화학적 용해
이 방법은 화학적 파괴를 사용한다. 이는 가장 인기 있고 간단한 접근 방식이다. 화학적 용해는 표적 세포의 막 내에 존재하는 단백질과 지질을 화학적으로 분해/가용화한다.

### 음향적 용해
이 방법은 초음파를 사용하여 고압 및 저압 영역을 생성하여 공동현상 및 세포용해를 유발한다. 이 방법은 일반적으로 깔끔하게 나오지만 비용적인 측면에서 효율적이지 못하고 일관성이 없다.

### 기계적 용해
이 방법은 물리적 침투를 사용하여 세포막을 관통하거나 절단한다.

## 같이 보기
- 세포 파쇄
- 세포 언루핑
- 무딘 톱날 모양
- 용혈
- 용원성 생활사
- 소와각질융해증